# Wojak żabotowy
Wojak żabotowy (Leistes bellicosus) – gatunek małego ptaka z rodziny kacykowatych (Icteridae). Występuje w pustynnej części zachodnich Andów od skrajnie południowo-zachodniej Kolumbii do najbardziej na północ wysuniętych części Chile. Jest uznawany za gatunek najmniejszej troski.

## Systematyka
Gatunek po raz pierwszy zgodnie z zasadami nazewnictwa binominalnego opisał Filippo De Filippi, nadając mu nazwę Sturnella bellicosa. Opis ukazał się w 1847 roku w książce Museum Mediolanense: Animalia vertebrata, Classis II, Aves. Jako miejsce typowe w 1930 roku John T. Zimmer wskazał Limę w Peru. Czasami wojak żabotowy uznawany był za jeden gatunek z wojakiem długosternym (Leistes loyca) lub jednocześnie z wojakiem długosternym i wojakiem pampasowym (Leistes defilippii). Wyróżnia się dwa podgatunki:
- L. b. albipes Philippi & Landbeck, 1861
- L. b. bellicosus (de Filippi, 1847)

### Etymologia
- Leistes: gr. λῃστης lēistēs – złodziej, od λῃστευω lēisteuō – kraść (por. λῃζομαι lēizomai – grabić)[11],
- bellicosus: łac. bellicus – agresywny, wojowniczy[12].

## Morfologia
Nieduży ptak ze średnim, dosyć grubym u nasady, szpiczastym dziobem w kolorze kości słoniowej z niebieskawym odcieniem. Nogi od szarobrązowych do czarniawych. Tęczówki ciemnobrązowe, dolna powieka biała. Samce mają przeważnie szarobrązowe ubarwienie. Głowa i boki szyi czarniawe z długim szerokim białym paskiem brwiowym, który u nasady dzioba, przed okiem, ma czerwoną plamkę. Krótki biały pasek podwąsowy. Podgardle, gardło, szyja, pierś i górna część brzucha jasnoczerwone, otoczone są przez czarniawy pas, który obejmuje także brzuch. Boki w szarawe pasy z czarniawymi prążkami. Pokrywy skrzydeł szarawobrązowawe z czerwonymi brzegami.
Samice są zdecydowanie bledsze i mniej brązowe od samców, z białym gardłem i bladoróżowym brzuchem. Młode osobniki podobne do samicy, ale bez czerwieni na brzuchu. Samica nieco mniejsza od samca. Podgatunek L. b. albipes nieco mniejszy od nominatywnego i mniej czerwono ubarwiony. Długość ciała z ogonem średnio 20,5 cm; średnia masa ciała: samiec 78,5 g, samica 61,4 g.

## Zasięg występowania
Wojak żabotowy występuje w pustynnej części zachodnich Andów od skrajnie południowo-zachodniej Kolumbii do najbardziej na północ wysuniętych części Chile. Poszczególne podgatunki rozmieszczone są:
- L. b. albipes – w południowo-zachodnim Peru od regionu Ica na południe do północnego Chile (regiony Arica y Parinacota i Tarapacá),
- L. b. bellicosus – w południowo-zachodniej Kolumbii (departament Nariño), zachodnim Ekwadorze i dalej na południe do środkowego Peru (region Junín).

Jest gatunkiem osiadłym z możliwymi niewielkimi ruchami w okresie zimowym na niżej położone stanowiska. Jego zasięg występowania według szacunków organizacji BirdLife International obejmuje 1,43 mln km².

## Ekologia
Głównymi habitatami wojaka żabotowego są naturalne łąki, użytki zielone i grunty rolne. W przybrzeżnych rejonach pustynnych spotykany jest w oazach i nawadnianych uprawach. Zazwyczaj występuje na wysokościach do 2500 m n.p.m.
Dieta wojaka żabotowego nie jest dobrze zbadana, składa się przypuszczalnie ze stawonogów, drobnych kręgowców, nasion i owoców. Żeruje głównie na ziemi.

### Rozmnażanie
Okres lęgowy w Ekwadorze trwa od marca do maja, a w Chile od października do listopada. Gniazda budowane są z suchej trawy i łodyg bez widocznej wyściółki. Część z nich ma solidną budowę i często przykryta jest rodzajem kopuły, inne są słabej konstrukcji; budowane są na ziemi, zwykle w niewielkim zagłębieniu umieszczonym pod osłoną traw lub niewielkich krzewów. W lęgu samica składa od 4 do 5 jaj w Ekwadorze i 3 do 4 jaj w Chile. Jaja są płowe, żółte, różowawe lub kremowobiałe z plamkami, kropkami lub rozmazanymi pręgami; średnie wymiary jaj: 25,4×18,5 mm. Okres inkubacji trwa 14 dni, pisklęta przebywają w gnieździe około 12 dni, brak dalszych informacji. Pasożytem lęgowym gniazd wojaka żabotowego jest starzyk granatowy.

## Status
W Czerwonej księdze gatunków zagrożonych IUCN wojak żabotowy klasyfikowany jest jako gatunek najmniejszej troski (LC – Least Concern). Liczebność populacji nie została oszacowana, zaś jej trend oceniany jest jako stabilny ze względu na brak dowodów na spadki liczebności bądź istotne zagrożenia dla gatunku. Ptak ten opisywany jest jako pospolity.